# مسعود مصدق‌پور
مسعود مصدق‌پور (متولد ۱۲ آذر ۱۳۷۶)، استاد بزرگ شطرنج و عضو تیم ملی شطرنج جمهوری اسلامی ایران می‌باشد. وی در ژوئن ۲۰۲۰، در رده هشتم شطرنج‌بازان ایران قرار دارد.

## استاد بزرگی شطرنج
وی در سال ۱۳۹۶ و از سوی فدراسیون جهانی شطرنج به عنوان استادبزرگ شطرنج معرفی شد، تا بدین ترتیب چهاردهمین فرد ایرانی باشد که به این عنوان دست می‌یابد.